# Kannon (banda)
Kannon fue un grupo musical de Vigo, Galicia (España), activo desde 1997 hasta 2006, regresando tres años más tarde, en el 2009, hasta el 2010. En sus primeros años, el quinteto practicaba, generalmente, rap metal y nü metal, pero para su último álbum, Destino, la banda adquirió un sonido más cercano al rock. En 2018, el diario La Vanguardia escribió que Kannon está considerado uno de los mejores grupos de rock metal de España.

## Historia
Comienzan su carrera musical en Vigo. Tras los típicos cambios de formación que suelen sucederse en las bandas recién formadas, el primer line-up oficial lo forman: Vicente, a la voz; Juan y David, con las guitarras; Uka, al bajo; y Ouzo, a la batería. Su particular forma de fusionar músicas, a priori distantes, como el rap y el metal más puro, hace que consigan un estilo original que gusta a propios y extraños. Poco después, Kannon cambian el que había sido su local de ensayo hasta el momento y fueron a uno que se encontraba en unos estudios de grabación de Vigo. Fue entonces cuando conocieron al productor Pablo Iglesias y este les dio la oportunidad de grabar una maqueta. En 1999 aparecieron dos temas de Kannon en un recopilatorio de bandas de Vigo llamado Intoxicación. Los temas en cuestión eran "No Pases de la Raya" y "Ruido". En el año 2000 editan, a través de la discográfica Zero Records, su primer LP: De nuevo nunca. Tiene una gran aceptación a nivel nacional y, gracias a los votos de sus fanes, el tema "Ruido" (que es vuelto a grabar para este LP) es elegido como la mejor canción de rock del año en la emisora Radio 3. Cuando lanzaron su primer disco, los miembros del combo tenían alrededor de 20 años. 
Dos años después lanzan su segundo trabajo: Imagina. Con él consiguen éxito, no en vano, la canción "Arde", fue utilizada por el refresco Fanta para poner música a su anuncio televisivo. Participan en festivales nacionales, destacando la primera entrega del "Metro Rock", en Madrid. Tras grabar Imagina, Juan abandona la banda, siendo sustituido por Anxo Bautista, que había tocado con Killer Barbies.
Nuevamente pasan dos años y publican lo que, a la postre sería el último disco con la casa de discos Zero Records: Intro. 2004 parece que va a ser su año, gracias a temas como "Mi barrio" o "La llave", el cual usan para abrir sus conciertos. Aunque, en un primer momento, la mezcla entre rap y metal parecía ser su signo, poco a poco van virando hacia un estilo mucho más cercano al rock. Este disco supone el inicio del cambio, ya que Vicente comienza a utilizar unos registros mucho más melódicos.
En 2005, Kannon abandona Zero Records y, tras unos meses sin compañía discográfica fichan por Inferno Records, el sello que ese mismo año había creado su técnico de sonido y productor, Pablo Iglesias. En él se encuentran otras bandas, como Virgen y Liquid Sun. Al año siguiente se publica su cuarto y último LP de estudio, "Destino". En él, el cambio hacia una tendencia más roquera es total, pasando a tener, ya claramente, el rap y el metal menos notoriedad.

### Separación
En septiembre de 2006 el grupo deja un comunicado en su página web, anunciando el fin del proyecto:

Tras 9 años de carrera musical, 4 discos publicados y tres giras por toda España, Vicente, Uka, David, Anxo y hbt.Ouzo hemos decidido finalizar nuestra etapa como Kannon.
El motivo es la imposibilidad de seguir llevando a cabo con profesionalidad las exigencias de una cuarta gira, debido a la falta de motivación de parte de la banda y a las diferencias de opinión que eso implica.
Queremos agradecer especialmente la implicación y el trabajo de todos los medios (prensa, radio, tv, etc.) que han trabajado con nosotros y de toda la gente con la que hemos convivido profesionalmente dentro y fuera de escenarios y furgonetas, así y como a todos los grupos con los que hemos tocado.
Sintiéndonos orgullosos de haber conseguido llegar a tanta gente con nuestra música, y de haber recibido tanto cariño a lo largo de estos años, simplemente podemos daros las gracias por haber estado ahí y permitirnos llegar a vuestras casas y ciudades y vivir una experiencia tan especial como ha sido tocar en Kannon.
Kannon se siente orgulloso de cada uno de vosotros.
Esperamos que nuestro trabajo os haya hecho disfrutar a todos tanto como a nosotros.
Muchas gracias.
Vicente Folgar, Anxo Bautista, David Álvarez, Uka, hbt.Ouzo.

Hasta otra.

### Vuelta y nueva disolución
Sobre noviembre del 2009, el grupo deja un comunicado en su página web, anunciando su vuelta para grabar su quinto disco, que estaba planeado que viera la luz el 15 de marzo del año siguiente, de nombre Cinco Lágrimas Para la Quinta Esencia y anunciando nueva formación. En esta nueva formación militaban músicos procedentes de CeoDei, proyecto paralelo de Vicente "Cody MC", como era el caso de Martiño, Gerard y Eloy, sumándose a la guitarra Sandra. Con esta formación sale a la calle Más Que Antes, un recopilatorio de éxitos confeccionado por los fanes y la propia banda, y que, además, incluye 3 temas inéditos. Poco después, Martiño y Gerard abandonan y son sustituidos por Rubén y Gonzalo. Tras algunos conciertos, la última incorporación al grupo la constituyó Adrián, a la guitarra, sustituyendo a Rubén. Tras alguna actuación más, el grupo vuelve a cesar su actividad nuevamente, esta vez sin ningún comunicado oficial y sin haber lanzado aquel disco previsto para marzo de aquel año 2010.

## Después de Kannon
Por otro lado, parte de los miembros fundadores de la banda, recondujeron o han reconducido sus vidas artísticas como componentes de otros grupos de reconocido prestigio en la escena musical alternativa, tal es el caso de David Álvarez, que fue guitarrista de la extinta banda de rock Martynez, editando en el año 2010 su primer EP Human Toys, o de Óscar Durán "Uka", actual bajista de Eladio y los seres queridos. Poco después de la primera separación de Kannon, Vicente Folgar creó el grupo CeoDei. En este grupo, militaban algunos miembros que, posteriormente, formarían parte en la resurrección de Kannon. Esta banda, subió dos temas a la plataforma MySpace: "A Pesar de Ti" y una versión de Fine Young Cannibals, "She Drives Me Crazy". Se desconoce hasta qué fecha tuvo su actividad CeoDei. En 2007, Vicente colaboró en el disco Neptuno, de la banda Dismal, en dos temas, "Fuego" y "Seguir Adelante", y en 2010 en la canción "Fogar", del grupo gallego Raiba, donde canta y aparece en el vídeo de dicho tema. Tras Kannon, Anxo Bautista se unió a la banda de pop rock Pacífico y, actualmente, ejerce como DJ bajo el sobrenombre Pinchito DJ.
Otros músicos, con un paso más fugaz por la banda, mantienen, también, otros proyectos. Gerardo Pérez "Gerard" participa en Todavía...quedan flores, primer disco de La Banda de Andrelo, y forma el grupo de rock alternativo hijosdelasal, con los que graba el disco El Centro de la Tierra y el EP Las Horas, con gran acogida de público y crítica. Rubén saca, también, disco con su banda, Soundsheppard.
Adrián Rosende "Viyu", por su parte, siguió su actividad con la banda de power metal Aquelarre, de la cual es miembro fundador. Ha lanzado tres discos, Requiescat in Pac (2014), Tempo (2016) y Suevia (2019), los tres con gran acogida por parte de la prensa y el público a nivel nacional.
Martiño, por su parte, participa actualmente en el proyecto musical de Iván Ferreiro, ex-Los Piratas.

## Fallecimiento de Vicente Folgar "Cody MC"
El 3 de febrero de 2018 se anuncia el fallecimiento del, hasta ese momento, vocalista de Kannon, con 39 años.
Lo último que hizo a nivel musical fue una participación en un tema de rap de su amigo y compañero Esmash: "Bodas de Plata", donde también participa el exbajista de Kannon y CeoDei Gerardo Pérez "Gerard". Ese mismo 2018, el colectivo Barrio Sound lanza el tema homenaje a Vicente llamado "Valhalla", el cual es cantado por varios raperos e, incluso, puede escucharse la voz del propio Cody MC en el final del mismo corte.

## Última formación
- Vicente Folgar "Cody MC" (voz) (fallecido)
- Adrián Rosende "Viyu" (guitarra)
- Sandra Gallego "San" (guitarra)
- Gonzalo Hernández "Skywalker" (bajo)
- Eloy Machado (batería)

## Otros miembros
- Juan López (guitarra y coros 1997-2002)
- Anxo Bautista (guitarra 2002-2006)
- David Álvarez (guitarra y coros 1997-2006)
- Óscar Durán "Uka" (bajo 1997-2006)
- Daniel de Castro "hbt. Ouzo" (batería 1997-2006)
- Gerardo Pérez "Gerard" (bajo 2009-2010)
- Martiño Toro (guitarra 2009)
- Rubén Carrera (guitarra 2010)

## Discografía
- De nuevo nunca (2000)
- Imagina (2002)
- Intro (2004)
- Destino (2006)
- Más Que Antes (recopilatorio con tres temas nuevos) (2010)